# مزبلة التاريخ

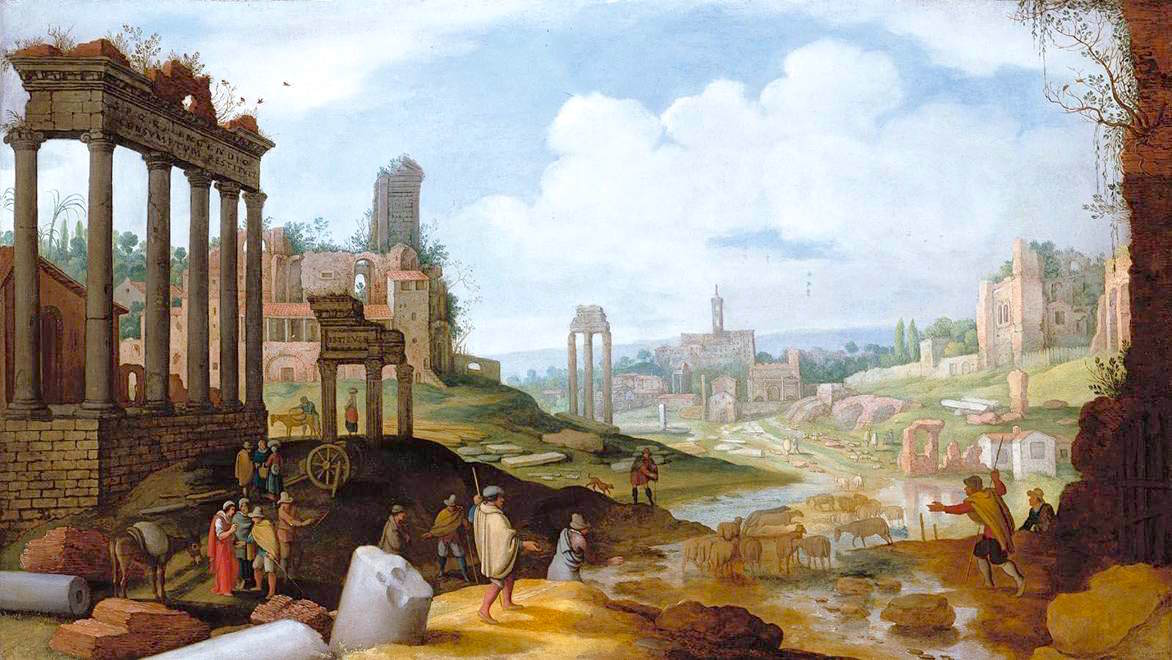

مزبلة التاريخ (أو في بعض الأحيان يُطلق عليها مجمع نفايات التاريخ أو صندوق قمامة التاريخ أو مكب نفايات التاريخ) هي مكان رمزي يتم فيه إلقاء الأشياء كالأشخاص والأحداث والتحف والأيديولوجيات وما إلى ذلك عندما يطويهم النسيان أو يصبحوا مهمشين داخل صفحات التاريخ.
بدأ هذا التعبير -أو تعبير شبيه به- في الظهور في القرن التاسع عشر في أماكن عديدة. ولكن زادت شعبية هذا المصطلح على يد ليون تروتسكي حيث استخدمه ردًا على المنشفيكيين الذين انسحبوا من مؤتمر السوفيتيين الثاني، المنعقد في بتروجراد في 25 أكتوبر 1917 (تقويم يوليان), وكانت النتيجة تمكين البلاشفة من السيطرة على الحكم. فصاح تروتسكي قائلًا: «إنكم أناس بائسون منعزلون! أنتم مفلسون. انتهى دوركم. اذهبوا إلى حيث تنتمون من الآن فصاعدًا أنتم في مزبلة التاريخ!'»
ومنذ ذلك الحين أصبحت تستخدم بمعنى حقيقي وساخر على حد سواء في السياقات السياسية وغير السياسية.

## أمثلة بارزة
استخدم هذا المصطلح رونالد ريجان في خطابٍ ألقاه أمام مجلس العموم في 8 يونيو 1982. وقد اختار كاتب خطابات ريغان، توني ديلان، استخدام هذا التعبير عن قصد نظرًا لاستخدامه في سياقات سابقة. فقد وردت عبارته التي ذكر فيه المصطلح تمامًا على النحو التالي: «... إن الحرية والديمقراطية سيخلفان الماركسية واللينينية في مزبلة التاريخ.»;
كذلك، استخدم هذه العبارة القائد الليبي معمر القذافي في خطاب مارس 2011. وموجهًا حديثه للدول التي هاجمت ليبيا أثناء تنفيذ قرار حظر الطيران، قال القذافي «إنه عدوان...من قبل مجموعة من الفاشيين سينتهي بهم الأمر في مزبلة التاريخ.»